# Cucciago
Cucciago – miejscowość i gmina we Włoszech, w regionie Lombardia, w prowincji Como.
Według danych na rok 2004 gminę zamieszkiwało 3196 osób, 799 os./km².